# Santiago Villarreal
Santiago Uriel Villarreal (La Plata, 20 novembre 2005) è un calciatore argentino, centrocampista del Gimnasia (LP).

## Caratteristiche tecniche
È un centrocampista con caratteristiche offensive.

## Carriera
Cresciuto nel settore giovanile del Gimnasia (LP), il 3 febbraio 2025 ha fatto il suo esordio in prima squadra nell'incontro di Primera División perso 2-0 contro l'Independiente, venendo espulso dodici minuti dopo il suo ingresso in campo.

## Statistiche

### Presenze e reti nei club
Statistiche aggiornate al 5 maggio 2025.
| Stagione        | Squadra         | Campionato      | Campionato | Campionato | Coppe nazionali | Coppe nazionali | Coppe nazionali | Coppe continentali | Coppe continentali | Coppe continentali | Altre coppe | Altre coppe | Altre coppe | Totale | Totale | Totale |
| Stagione        | Squadra         | Comp            | Pres       | Reti       | Comp            | Pres            | Reti            | Comp               | Pres               | Reti               | Comp        | Pres        | Reti        | Pres   | Reti   |        |
| --------------- | --------------- | --------------- | ---------- | ---------- | --------------- | --------------- | --------------- | ------------------ | ------------------ | ------------------ | ----------- | ----------- | ----------- | ------ | ------ | ------ |
| 2025            | Gimnasia (LP)   | PD              | 4          | 0          | CA              | 0               | 0               |                    | -                  | -                  |             | -           | -           | 4      | 0      |        |
| Totale carriera | Totale carriera | Totale carriera | 4          | 0          |                 | 0               | 0               |                    | -                  | -                  |             | -           | -           | 4      | 0      |        |